# Olivia Olson
Olivia Rose Olson (Los Angeles, 21 mei 1992) is een Amerikaans actrice en singer-songwriter. Ze is vooral bekend vanwege haar rol als Joanna in de film Love Actually (2003), en als de stem van Vanessa Doofenshmirtz, in de televisieserie Phineas and Ferb.

## Discografie
- The Father-Daughter Album Of Unspeakable Beauty (2013) (met Martin Olson)
- Beauty Is Chaos (2013) (EP)
- Rock the Nightosphere (2015) (EP, als Marceline the Vampire Queen)

### Soundtrack albums
- Love Actually (2003) (gastoptreden)
- Phineas and Ferb (2009) (gastoptreden)
- Phineas and Ferb Holiday Favorites (2010) (gastoptreden)
- Phineas and Ferb the Movie: Across the 2nd Dimension (2011) (gastoptreden)
- Phineas and Ferb: Across the 1st and 2nd Dimensions (2011) (gastoptreden)
- Phineas and Ferb: Summer Belongs to You (2012) (gastoptreden)
- Phineas and Ferb-ulous: The Ultimate Album (2013) (gastoptreden)
- Phineas and Ferb: Rockin' and Rollin' (2013) (gastoptreden)
- Steven Universe, Vol. 1 (Original Soundtrack) (2017) (gastoptreden)

- Gemeinsame Normdatei: 1207880221
- International Standard Name Identifier: 0000 0003 8317 6054
- Library of Congress Control Number: no2012129155
- MusicBrainz: a005866b-b423-4cec-a8f7-63543f35a65e
- Virtual International Authority File: 267669134
- WorldCat: E39PBJk8VPcvfwRj4B3wJKYgKd